# Цинк, Флориан

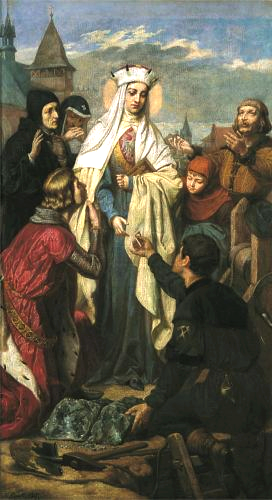
Кунигунда Венгерская

Флориан Цинк (пол. Florian Cynk, 3 мая 1838, Краков — 10 ноября 1912, там же) — польский художник и педагог.

## Биография
Начальное обучение живописи прошёл у Владислава Лужкевича и Войцеха Статтлера в Краковской школе изящных искусств. Затем продолжил образование, обучаясь с 1862 по 1867 г. в художественных академиях Дрездена и Мюнхена.
С 1877 г. — профессор рисунка Краковской школы изящных искусств. Некоторое время работал с Яном Матейко, находился под влиянием его творчества.
С 1886 г. возглавлял краковское общество любителей изящных искусств.

## Педагогическая деятельность
Прекрасный педагог. Воспитал целую плеяду польских художников. Среди учеников Ф. Цинка — Станислав Качор Батовский, Станислав Выспяньский, Ян Войнарский,  Войцех Вейс, Винсент Водзиновский, Юзеф Менцина-Кжеш, Юзеф Рапацкий, Пётр Стахевич, Артур Маркович, Владислав Бенда, Людвиг Миски, Адам Бадовский, Влодзимеж Блоцкий, Еугениуш Казимировский, Юлиан Панкевич и другие.

## Творчество

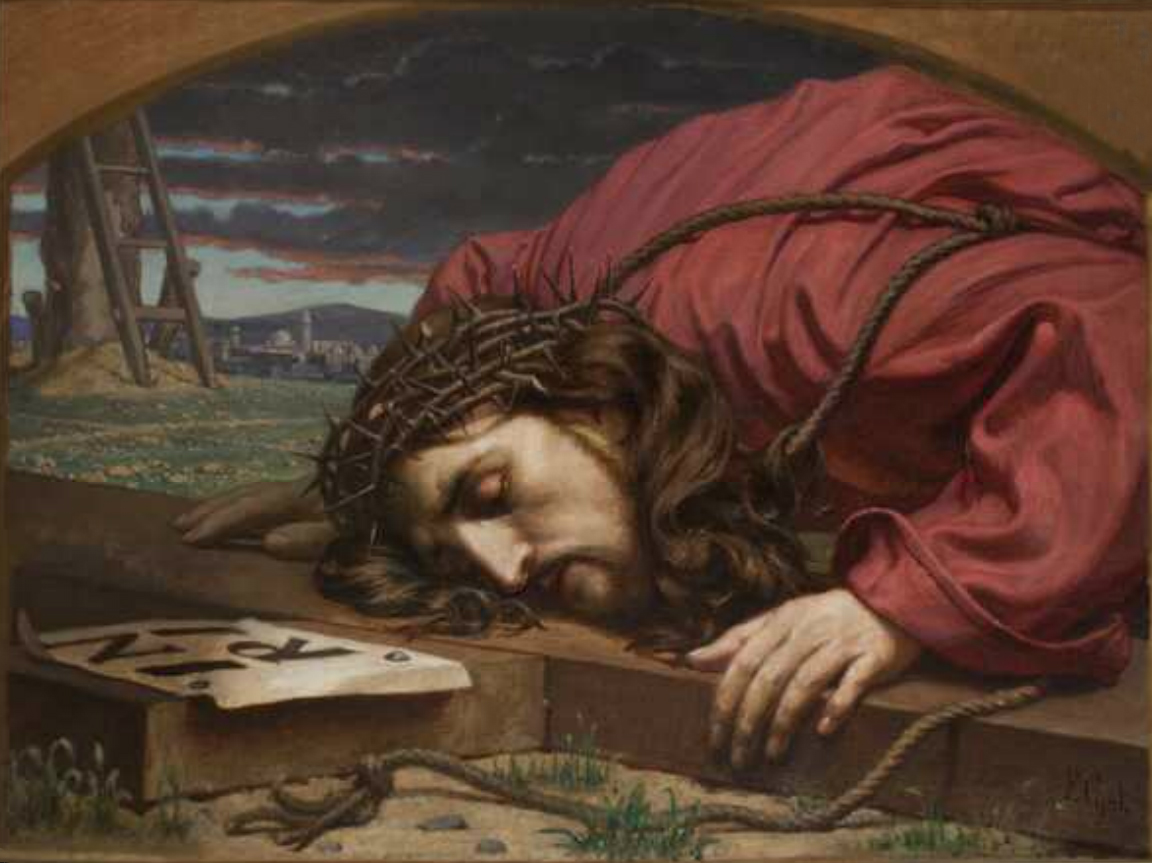
Христос перед крестом

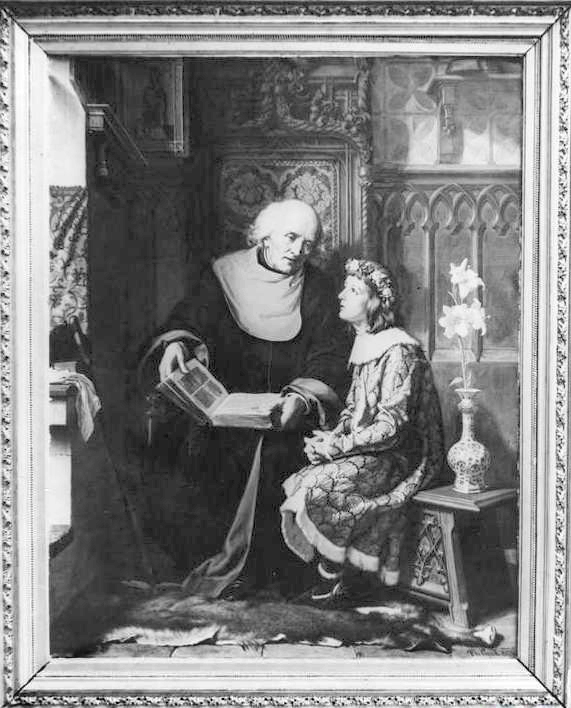
Флориан Цинк. «Длугош обучающий польского королевича»

Основным направлением творчества Флориана Цинка была историческая и религиозная живопись, а также портрет.
Среди работ художника — алтарная икона Богоматери Короны Польской в костёле г. Стрый.